# Terezín (Mikulovice)
Terezín (deutsch Theresienfeld) ist eine Grundsiedlungseinheit der Gemeinde Mikulovice in Tschechien. Sie liegt sechs Kilometer westlich von Głuchołazy an der polnischen Grenze und gehört zum Okres Jeseník.

## Geographie
Die Streusiedlung Terezín befindet sich rechtsseitig über dem Tal des Baches Františkovský potok/Maruszka in den nordöstlichen Ausläufern des Nesselkoppenkammes (Sokolský hřbet). Durch den Ort führt die Staatsstraße II/457 zwischen Zlaté Hory und Vidnava. Unmittelbar nördlich liegt auf der polnischen Seite der Grenze die Wüstung Kolonie Domsdorf.
Nachbarorte sind Burgrabice im Norden, Gierałcice, Radzów (Wilhelmsthal) und Kolnovice  im Nordosten, Głuchołazy im Osten, Mikulovice im Südosten, Nová Ves (Neudorf) im Süden, Františkov im Südwesten, Velké Kunětice im Westen sowie Sławniowice im Nordwesten.

## Geschichte
Die Kolonie Theresienfeld wurde 1804 durch den Besitzer des landtäfligen Gutes Kohlsdorf, Joseph Rennert gegründet und zum Gedenken an seine Mutter Theresia benannt.
Im Jahre 1836 bestand die überwiegend im Grund, teils auf der Höhe gelegene Kolonie Theresienfeld aus 49 Häusern, in denen 317 deutschsprachige Personen lebten. Haupterwerbsquellen waren der Getreide- und Flachsbau und der Tagelohn. Die Kinder waren nach Kohlsdorf eingeschult. Pfarrort war Niklasdorf. Bis zur Mitte des 19. Jahrhunderts blieb Theresienfeld zum Gut Kohlsdorf untertänig.
Nach der Aufhebung der Patrimonialherrschaften bildete Theresienfeld ab 1849 einen Ortsteil der Gemeinde Kohlsdorf im Gerichtsbezirk Freiwaldau. Ab 1869 gehörte Theresienfeld zum Bezirk Freiwaldau. 1887 wurde in Theresienfeld eine einklassige Dorfschule eröffnet. Der tschechische Ortsname Terezín wurde zu Beginn der 1920er Jahre eingeführt. Beim Zensus von 1921 lebten in den 50 Häusern des Dorfes 297 Menschen, darunter 262 Deutsche und drei Tschechen. 1930 bestand Theresienfeld aus 51 Häusern und hatte 288 Einwohner. Nach dem Münchner Abkommen wurde das Dorf 1938 dem Deutschen Reich zugesprochen und gehörte bis 1945 zum Landkreis Freiwaldau. Nach dem Ende des Zweiten Weltkrieges kam Terezín zur Tschechoslowakei zurück; die meisten der deutschsprachigen Bewohner wurden 1945/46 vertrieben. Die Schule wurde 1945 geschlossen. Wegen der Grenzlage erfolgte nur eine geringe Neubesiedlung, ein Großteil der Häuser einschließlich der Kapelle des hl. Florian wurden Ende der 1950er Jahre abgerissen. Die Grenzsiedlung Kolonie Domsdorf auf der nunmehr polnischen Seite verschwand gänzlich. Bei der Gebietsreform von 1960 wurde der Okres Jeseník aufgehoben und Terezín in den Okres Šumperk eingegliedert. 1961 erfolgte die Eingemeindung nach Mikulovice. Mit Beginn des Jahres 1976 verlor Terezín den Status eines Ortsteils von Mikulovice. Seit 1996 gehört Terezín wieder zum Okres Jeseník. Beim Zensus von 2001 lebten in den 8 Häusern von Terezín 21 Personen.

## Ortsgliederung
Die Grundsiedlungseinheit Terezín ist Teil des Ortsteils Kolnovice und gehört zum Katastralbezirk Kolnovice.

## Söhne und Töchter des Ortes
- Josef Obeth (1874–1961), Bildhauer
- Günther Berger (1929–2014), Bildhauer